# Жица (геологија)
У геологији, жица представља различито плочасто тело од искристалисаног минерала у стени. Жице настају када се у минералном саставу нађе вода која је депонована путем падавина. Хидраулика је обично укључена због хидротермалне циркулације. Жице се обично јављају као резлтат раста кристала на отвореним преломима у стенама. То је једна од метода како настају жице. Међутим, ретко је да у геологији остану отворене велике количине камена, посебно неколико километара ипод површине. Дакле, постоје два главна механизма за формирање жица: отвореног пуњења простора и пукотинског раста.

## Отворено пуњење простора
Код отвореног пуњења простора да би имало ефекта, ограничавајући притисак се генерално сматра да је испод 0,5GPa, ili мање од 3-5 километара. Жице формиране на овај начин се могу испољити као навика-Агате, попут секвенцијалних ивица минерала које зраче на зидове жица и чине да попуне расположив отворен простор. Често кључање течности је присутно. Шупљине су примери отвореног простора за пуњење у хидротерминалним системима.

## Пукотински раст
Када је ограничавајући притисак сувише велики, или када крто-растегљиво услови преовлађују, жице формирају механизам пукотинског раста. То се дешава веома брзо, јер притисци и деформације значе да се велики отворени простори не могу одржати. Жице расту у дебљину у зависности од понављања жичног прелома и прогресивног таложења минерала на површни раста.

## Минерализација и жице
Жице су од примарног значаја за минералне сировине, јер су од великог значаја за минерализацију. Типичан пример су златне нити. Хидрофрактурна бреча је класична мета за истраживање руда, јер имају довољано протока флуида. 
Руде везане за хидротермалну минерализацију, могу бити састављене од жичних материјала и/или стена од којих је домаћин жица.

## Златоносне жице
У многим рудницима злата експлоатисаних у време златне периода у 19. веку, жица се као материјал обично тражио. У већини модерних рудника, руда материјала се примарно састоји од жица и неких компонента на зиду који окружује стена жица.
Разлика између 19. века и модерног рударства, технике и врсте руде тражи се на основу нивоа материјала који се ископава и метода које се користе у рударству. Међутим, модерна рударство и тестирање омогућава уцртавање нижег степена минерализације расуте у тежини, што злато чини невидљивим за голо око. У овим случајевима, жица је подређена домаћом минерализацијом и може бити само показатељ присуства зидних-стена које садрже неквалитетну минерализацију.